# 塩殿
塩殿（しおどの）は、新潟県小千谷市の大字。郵便番号949-8721。

## 地理
山本山の南側に位置する。小千谷市中心街より、南東へ約4,5kmの位置にある。北側には山本山があり、南側には信濃川が流れている。国道117号や関越自動車道も通っている。小千谷インターチェンジよりも、越後川口インターチェンジのほうが近い。

## 歴史

### 地名の由来
昔、長尾景教が塩殿に城を構えていたという。部落の人々は、長尾景教を「主殿」と呼んでいた。次第に、この部落を「主殿」というようになった。長尾景教がこの地を去った後も、部落の名は「主殿」のままだった。ある年、部落で疫病が流行り、占うと、「主殿」を部落の名にしている罰だから、以後塩殿と改名すればいいと言われ、「塩殿」になったという。

## 世帯数と人口
2016年（平成28年）3月31日現在の世帯数と人口は以下の通りである。
| 大字 | 世帯数 | 人口  |
| ---- | ------ | ----- |
| 塩殿 | 63世帯 | 225人 |

## 小・中学校の学区
市立小・中学校に通う場合、学区は以下の通りとなる。
| 番地 | 小学校             | 中学校             |
| ---- | ------------------ | ------------------ |
| 全域 | 小千谷市立南小学校 | 小千谷市立南中学校 |

## 交通

### 道路
- 国道117号
- 関越自動車道
- 新潟県道83号川口塩殿線
- 新潟県道517号池ヶ原塩殿線

## 施設
- 小千谷市立塩殿小学校